# Маунт-Кенія
Маунт-Кенія — національний парк, який було засновано в 1949 р. для захисту території навколо гори Кенія. Розташований на території, що належить до Східної і Центральної провінцій Кенії.
Площа парку становить 715 км², більша її частина лежить на висоті понад 3000 м. Площа лісового резервату — 705 км², таким чином загальна площа охоронюваної території — 1420 км².
До надання статусу національного парку він був лісовим резерватом. У даний час національний парк знаходиться на території лісового резервату, який оточує парк з усіх боків. У квітні 1978 року території надали статус біосферного резервата ЮНЕСКО. В 1997 р. національний парк і лісовий резерват було включено до списку Світової спадщини ЮНЕСКО.
Уряд Кенії створив національний парк, виходячи з чотирьох основних причин: важливості туризму на гору Кенія для місцевої і національної економіки, захисту живописної території, збереження біологічної різноманітності всередині парку, для збереження джерел води для прилеглих районів.
Незначну частину меж парку обладнпно електричними огорожами для того, щоб вберегти сільськогосподарські землі від слонів, що мешкають у парку.

## Виноски
1. ↑  Кения. Справочная карта. Масштаб 1:2 000 000. — М.: ГУГК, 1976
2. 1 2 3  United Nations Environment Programme. Protected Areas and World Heritage. Архів оригіналу за 12 лютого 2007. Процитовано 23 лютого 2008.
3. 1 2  Francis Ndegwa Gichuki. Threats and Opportunities for Mountain Area Development in Kenya // Ambio. — 1999. — Vol. 28. — No 5. P. 430–435. (Royal Swedish Academy of Sciences. 1999. — August. — url = http://www.ambio.kva.se [Архівовано 31 грудня 2005 у Wayback Machine.]
4. ↑  Kenya Wildlife Service. Mount Kenya National Park. Архів оригіналу за 22 червня 2007. Процитовано 23 лютого 2008.
5. ↑  United Nations. Mount Kenya National Park/Natural Forest. Архів оригіналу за 30 грудня 2006. Процитовано 23 лютого 2008.
6. ↑  Francis Ojany. Mount Kenya and its Environs: A review of the interaction between mountain and people in an equatorial setting // Mountain Research and Development. — 1993. — Vol. 13, No 3. — P. 305–309. — (International Mountain Society. — http://links.jstor.org/sici?sici=0276-4741(199308)13%3A3%3C305%3AMKAIEA%3E2.0.CO%3B2-M. doi 10.2307/3673659